# Сапега, Ян Фредерик
Ян Фредерик Сапега (пол. Jan Fryderyk Sapieha, 18 октября 1680 — 6 июля 1751) — государственный деятель и писатель Речи Посполитой. С 1698 года — староста берестейский, в 1711—1712 — каштелян минский, в 1716—1735 — каштелян трокский, с 1735 — канцлер великий литовский, с 1739 года также староста пропойский.

## Биография
Представитель коденской линии знатного литовского магнатского рода Сапег герба «Лис». Старший сын воеводы трокского Казимира Владислава Сапеги (1650—1703) и Франциски Копец (1659—1690).
Учился в иезуитском коллегиуме в Бресте, продолжил своё образование в Люблине и Варшаве. В 1697 году получил должность старосты брестского. В 1700-1702 годах путешествовал за границей, посетил Пруссию, Саксонию, Австрию, Францию, Голландию и Англию.
Во время Северной войны (1700—1721) Ян Фредерик Сапега вначале был на стороне польского короля Августа Сильного и присоединился к Сандомирской конфедерации. В 1706 году перешел на сторону шведского ставленника Станислава Лещинского, от которого получил должность рефендаря великого князя литовского (1706—1709). В 1709 году после возвращения на польский трон Августа Сильного получил амнистию. В 1711—1712 годах — каштелян минский. В 1716 году получил должность каштеляна трокского. В 1717 году активно выступал против присутствия русских войск на территории Речи Посполитой и присоединился к Тарногродской конфедерации, созданной противниками Августа Сильного.
Избирался послом на сеймы, был депутатом Трибунала Великого княжества Литовского. На сеймах выступал против вмешательства России во внутренние дела Речи Посполитой через поддержку православных и за сохранение Речью Посполитой нейтралитета в международной политике. В 1726 году стал кавалером Ордена Белого Орла, в 1729 году — маршалок Литовского Трибунала.

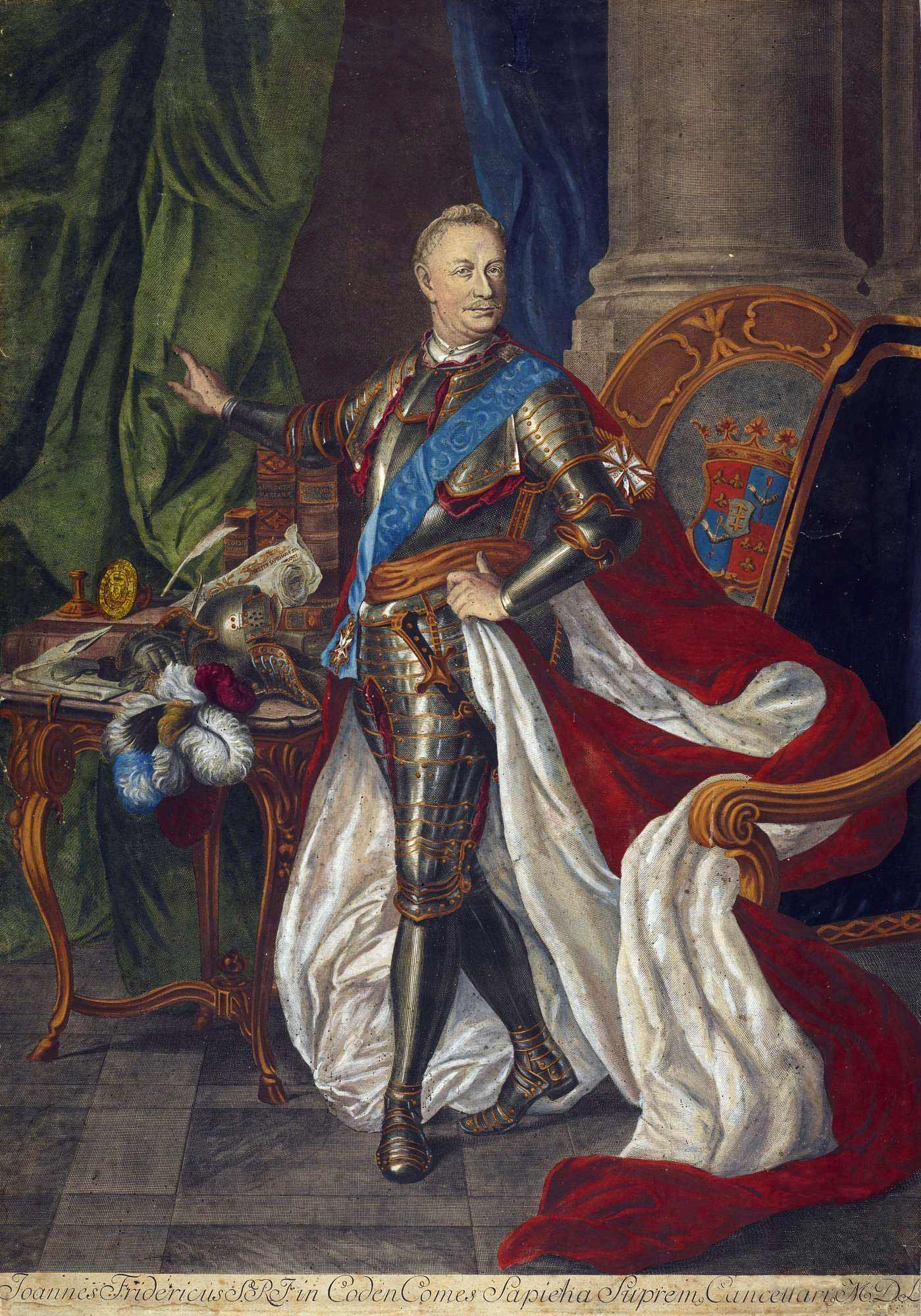
Портрет князя Яна Фредерика Сапеги, XVIII век.

В 1733 году каштелян трокский Ян Фредерик Сапега подписал элекцию (акт избрания на престол) Станислава Лещинского, затем перешел на сторону саксонского курфюрста Августа III, который в ноябре 1735 года передал ему должность канцлера великого литовского. В 1739 году приобрёл пропойское староство.
Ему принадлежали Кодно, Дорогостаи, Муравица, Копылы. Одним из его имений был широко известный Чернобыль.
Ян Фредерик Сапега значительную часть жизни провёл в Кодно, где собрал довольно значительную библиотеку, которая впоследствии им подарена была варшавскому обществу Друзей наук («Przyjaciol Nauk»). Важнейшие труды: «Adnotationes historicae de origine, anliquitate ordinis aquilae albae» (Kolon, 1730), «Historyja rewolucyj zaszlych w Rzeczypospol. Rzymskiej», перевод с французского (Варшава, 1736), «Monumenta antiquitatum Marianarum in imadine vetustissima» (1721), «Swada Polska» (Lubl., 1745) и «Lacinska» (1747), «Obserwacyje o elekcyjach krolow polskich» (1743), а также под псевдонимами, «Tabula genealogica domus Sapieharum» (1732) и «Domina Palatii Reginae libertas seu familiare amicorum colloquium de statu, libertatibns et juribus Regni et Reipublicae Coloniarnm» (польский перевод издал Дембинский).
По инициативе Яна Фредерика был создан ряд живописных работ, известных как Коденская портретная галерея рода Сапег. Магнат являлся одним из меценатов гродненского монастыря доминиканцев.  

## Семья
В 1717 году женился на Констанции Франциске Радзивилл (1697—1756), второй дочери канцлера великого литовского Кароля Станислава Радзивилла (1669—1719) и Анны Екатерины Сангушко (1676—1746), младшей сестре великого гетмана литовского Михаила Казимира Радзивилла «Рыбоньки». В браке не имел детей.
Похоронили Я. Ф. Сапегу в костел Святой Анны в Кодни.